# الحزب الشيوعي اللبناني
الحزب الشيوعي اللبناني، حزب ماركسي لبناني أُسِّس سنة 1924، وحُظِر نشاطه بعد الاستقلال. شارك في أحداث 1958 مع المناوئين للرئيس كميل شمعون. كان من الأحزاب التي شكلت الحركة الوطنية اللبنانية، وخاض جناحه العسكري (ميليشيته) «الحرس الشعبي» معارك ضارية ضد الطرف اليميني. ربطته عَلاقة مميزة مع الحزب التقدُّمي الاشتراكي الذي تزعَّمه وليد جنبلاط. كان من المُسهمين في مواجهة الاحتلال الإسرائيلي عام 1982 ضمن جبهة المقاومة الوطنية اللبنانية. قتل 12 من مناضليه أثناء القصف الإسرائيلي في حرب تموز. من أشهر من شغلوا منصبَ الأمين العامِّ جورج حاوي. وأمينه العامُّ الحالي حنا غريب.

## تأسيسه
أُسَّس الحزب الشيوعي اللبناني رسميًّا في 24 تشرين أول أكتوبر 1924 ، في بلدة الحدث من ضواحي بيروت الجنوبية. حضر الاجتماع التأسيسي عمال نقابيون، أسسوا نقابات عمالية حقيقية، من نوع جديد في لبنان وبلاد الشام. ـ كانت النقابات، حتى ذلك الحين، جمعيات مهنية تضم أرباب العمل والعمال – إلى هؤلاء العمال ضم الاجتماع نخبة من المثقفين والجامعيين، اصحاب مهن حرة وكتاباً وصحافيين، من الذين سبق ونشطوا كتابة وخطابة في الترويج لافكار مستمدة من شعارات الثورة الفرنسية في الحرية والعدالة والإخاء، ومما تمكنوا من الاطلاع عليه في كتابات ماركس وأنجلس وغيرهم، ومتأثرين بوهج الثورة الروسية، ثورة تشرين أول (أوكتوبر) وانجازاتها الأولى بقيادة لينين. وكان هؤلاء المثقفون قد تتلمذوا على كتابات مفكري النهضة العربية المشرقية في النصف الثاني من القرن التاسع عشر وبدايات القرن العشرين. وتأثروا، بخاصة، بالأفكار الجريئة لبعض رواد النهضة، وبما كشف هؤلاء من أفكار ومواقف وتجارب ثورية في التراث العربي طمستها كلها عصور الأنحطاط المديدة، وبما نقلوا وترجموا من نتاجات الغرب المتقدمة في العلوم، وبالأخص منها علم الأجتماع.
كان الحزب الذي أسس في ذلك اليوم، رسمياً، حزباً للشيوعيين على امتداد المنطقة العربية التي أخضعت للانتداب الفرنسي، أي الجمهوريتين الحاليتين، اللبنانية والسورية، ولواء الأسكندرون الذي قايضه الفرنسيون، عام 1939، بامتناع تركيا عن دخول الحرب لجانب ألمانيا، وتم فيه تطهير عرقي بطرد سكانه العرب وهو إلى جانب التطهير العرقي الذي أصاب الأرمن قبل ذلك في تركيا نفسها، من اخطر التطهير العرقية التي حصلت في القرن العشرين واستمرت مفاعيله دون أي إدانة أو تعديل أو تعويض.
الحزب الشيوعي اللبناني هو أقدم حزب في لبنان. وهو يتميز بأنه يضم في صفوفه مناضلين من مختلف الطوائف اللبنانية ومن الأقليات القومية الموجودة في لبنان، ولا سيما أكبرها، الأقلية الأرمنية. وهو ينتشر في كل المناطق والمدن اللبنانية.
كما تؤكد وثائق التأسيس، فان الحزب الشيوعي اللبناني، على خلاف نشوء احزاب شيوعية أخرى في المنطقة وخارجها، نشأ دون أي تدخل خارجي مباشر، بل بعملية تطور داخلية هادئة وطويلة نسبياً، تلبية لطموحات عناصر متقدمة الوعي من العمال والمثقفين وعلى قاعدة نضوج ظروف موضوعية لحصول هكذا حدث.
شكل هؤلاء الشيوعيون حزبهم باسم «حزب الشعب» واصدروا جريدة بعنوان: «الإنسانية»، ولم تتم صلته بـ «الكومنترن» الا عام 1927 ، سنة انتسابه اليه وتغيير اسمه من «حزب الشعب» إلى «الحزب الشيوعي». وكان ذلك شرطاً من شروط الانتساب.
هو أول من نادى في لبنان بتحديد ساعات العمل، بثمانية ساعات في اليوم. كان الشعار الذي اطلقه وناضل من أجل إنجازه: ثمان ساعات عمل، ثمان ساعات تعلّم وتنزه، وثمان ساعات نوم
في 7 يوليو / تموز 1928 ، في الذكرى الأولى لاعلان الاسم الجديد للحزب: الحزب الشيوعي، وعودته إلى النشاط العلني المكثف، اصدر الحزب "البلاتفورم" الذي كلف "الكونفرانس" اللجنة المركزية اعداده بعنوان: "لماذا يناضل الحزب الشيوعي، غايته القصوى وشي من "بروغرامه". يؤكد الحزب في هذه الوثيقة ان غايته الأساسية، كسواه من الأحزاب الشيوعية في العالم، هي تقويض النظام الرأسمالي – الاستعماري، وإنشاء النظام الاشتراكي على انقاضه. واذ يؤكد ان الاشتراكية هي الهدف الأساسي والنهائي فانه يشدد على المهام المباشرة لنضاله: تحرير سوريا (أي سوريا ولبنان)، من الاستعمار الفرنسي، ومن عملائه والمتعاونين معه في الحكومات في دمشق وبيروت، وتلبية مطالب العمال بثماني ساعات عمل، وحد أدنى للأجور، وتأمين الشروط الصحية في أماكن العمل، والضمان الاجتماعي على حساب الرأسماليين والحكومة، تعويضات للعاطلين عن العمل تفي حاجات المعيشة حسب عدد افراد العائلة، وإنذار العمال قبل صرفهم، ودفع شهر تعويض للعامل المصروف عن كل سنة عمل، وإعطاء العامل اجازة سنوية لا تقل عن الشهر مع دفع كامل اجرته. ولدى قراءة هذه المطالب التي شكلت قاعدة كفاح الطبقة العاملة في لبنان وسوريا طوال عقود وبعضها لم يتحقق بصورة قاطعة حتى الآن، يتبين كم كان نضج الحزب وارتباطه بواقع علاقات الإنتاج وقوى الإنتاج قد أصبح متطوراً… وتطالب الوثيقة بتحسين حياة الفلاحين والعمال الزراعيين وتصوغ مطالب لم يتحقق معظمها حتى الآن. كما تضع مهمات أخرى ديمقراطية عامة، وغيرها تتعلق بتآخي الشعوب وتضامنها.
في النصف الأول من الثلاثينات تصلب عود الحزب وبرزت فيه عناصر قيادية جديدة شابة اضحى معها الحزب مكوناً أساساً في الحياة السياسية. وإلى ازدياد نفوذ الحزب في الوسط العمالي وفي الحركة النقابية وبروز قادة نقابيين شيوعيين كبار، تعاظم تحلق المثقفين حول الحزب ولم يبق كاتب أو شاعر أو رجل علم، تقريباً، إلا واقام علاقة ما مع الحزب الشيوعي بصورة مباشرة، أو غير مباشرة، من خلال المؤسسات الصحفية والمنابر الفكرية التي أقامها وامتلكها أو شارك فيها.
عند نشوء الحرب، دفع الحزب ثمناً باهظاً لمواقفه هذه، ولعدائه للمستعمر المباشر وللفاشيين، وتعرض قادته لحكم الإعدام وللسجن ولوحق مناضلوه وعطلت «صوت الشعب» ومنعت من الصدور. ولم يفرج عن الشيوعيين وتعود «صوت الشعب» إلى الصدور الا بعد أن طردت من لبنان وسوريا السلطات الفرنسية الموالية لحكومة فيشي لتحل مكانها سلطات موالية للجنرال ديغول ولجنة الجزائر.

## الحزب بعد استقلال لبنان
منذ بداية الاربعينات وحتى احتلال إسرائيل لفلسطين تعاظم دور الحزب وتحول إلى حزب جماهيري كبير يضم عشرات الالوف من الأعضاء وترسخ وضعه التنظيمي، واستقر وضعه القيادي، وأصبح عند الشيوعيين زعماء سياسيون وزعماء عماليون، معترف بهم ولهم شعبيتهم، ليس في وسط الشيوعيين واصدقائهم وحسب، بل على الصعيد الوطني العام… وصار من النادر ان لا تكون لمثقف يستحق هذه التسمية، علاقة ما مع حزب الشيوعيين. حتى المثقفين العرب خصوصا المثقفين الفلسطينيين مثل (الثلاثي): عز الدين المناصرة- محمود درويش - ومعين بسيسو (شعراء اليسار الفلسطيني في الثورة الفلسطينية) -الذين ربطتهم صداقات واسعة مع الحزب الشيوعي اللبناني في السبعينات وظلوا مخلصين لهذه الصداقة. حتى أن الشاعر المناصرة أنشد قصيدته المعروفة (فرج الله الحلو) في مسرح سينما (ستاركو) في الذكرى الخمسين لتأسيس الحزب عام 1974.
وفي الواقع ضعف دور الحزب والحركة الوطنية، في نهاية حرب السنتين وبعد اغتيال زعيم الحركة الوطنية كمال جنبلاط ليتحول إلى موقف دفاعي عن الذات، وتركّز دور الحزب على ادانة التعاون مع إسرائيل من قبل فرقاء الجبهة اللبنانية، وفي النشاط القومي لمواجهة اتفاقيات كامب دايفيد وخروج مصر من المعركة مع الدولة العبرية.

## الحزب في الحرب الأهليّة
استعاد الحزب دوره بقوة في التصدي للغزو الإسرائيلي والصمود في وجهه وفي إطلاقه جبهة المقاومة الوطنية اللبنانية، بعد مغادرة المقاومة الفلسطينية المسلحة لبنان، ولدى دخول القوات الإسرائيلية الغازية إلى مدينة بيروت. وابلى الحزب بلاءً حسناً في هذه المقاومة مع قوى مقاومة أخرى الامر الذي اجبر القوات الإسرائيلية على الانكفاء عن بيروت ثم الجلاء عن كل المناطق اللبنانية باستثناء الشريط الحدودي الذي احتل عام 1978. وكانت السنوات الممتدة منذ عام 1982 وحتى السنوات الأولى من التسعينات، سنوات المقاومة الباسلة التي اعطاها الحزب كل جهده وبذل فيها الغالي من التضحيات. وفي حين كانت الحرب الأهلية تتحول إلى حرب بين الطوائف والمذاهب، وفي داخل هذه الطوائف والمذاهب بين عصابات امراء حرب، كان جهد الحزب الشيوعي منصباً على مقاومة العدو وقتاله مركزاً النار باتجاهه. إلا أن نهاية الثمانينات وسنوات التسعينات الأولى خلقت للحزب مصاعب كبيرة. فاتفاق الطائف الذي اوقف الاقتتال جاء نتيجة تسوية دولية وإقليمية فرضت طبقة سياسية، كانت خليطاً من امراء الحرب زعماء الطوائف ومن سياسيين قدماء، وآخرين صنعوا خصيصاً لتلبية سياسات معينة ومصالح معينة. وجرى استثناء الحزب من المشاركة في الحل وتطبيقه، وبذلت جهود كبيرة لعزله وتهميشه، وصودر سلاحه وعرقلت حركة مقاتليه، وشلت ماكنته المقاومة بقطع طرق امداده وفقدانه لسلاحه، مما اضعف من دوره لمصلحة من عهد اليه بهذا الدور حصراً. كل ذلك في وقت انهيار الاتحاد السوفياتي ومعسكره، وربما بسبب هذا الانهيار.

## المؤتمر السادس، النقد الذاتي وانهيار الاتحاد السوفياتي
هذه الأحداث بتراكمها خلقت عند الشيوعيين حالة احباط، حاول المؤتمر السادس عام 1992 معالجتها، ونجح عملياً بازالة قسم كبير منها.
واجرى المؤتمر السادس مراجعة شاملة لمرحلة الحرب بخاصة، ولتاريخه كله بصورة عامة. وذكّر بالتمايز الذي اجراه في المؤتمرين الثاني والثالث عن التجربة الاشتراكية المطبقة في الاتحاد السوفياتي والبلدان الأخرى التي سميت بالاشتراكية. وحاول، انطلاقاً من تجربته، ان يكشف مواطن الخطأ في تلك التجربة، دون أن يوفر عن نفسه المسؤولية في السكوت عن تلك الأخطاء وعدم الكلام عنها ونقدها في الوقت المناسب.
وهو إذ اكد استيحاءه لتعاليم ماركس ونهجه في رسم خطه واهدافه القريبة والبعيدة ورفضه للرأسمالية وعمله على تجاوزها إلى نظام يؤمن الحد الأقصى من العدالة السياسية والاجتماعية، فانه اكد عدم اعتبار نفسه القيّم الحصري على الماركسية وعلى تفسيرها، واعترف بانها ذات مدارس عديدة، يستوحي منها ما يراه في مصلحة نضاله ويساعد على تحقيق اهدافه، ورفض الإقرار بنهاية للتاريخ، بل اكد استمرار حركته على الدوام، واستنتج بالتالي انه من الخطأ اعتبار انه سيصل إلى نهاية مستكينة مستقرة، خالية من الصراع…
ووضع في طليعة مهماته مسألة تحرير الأرض، ومسألة الدفاع عن الوطن وعن استقلاله وسيادته، وعن الديمقراطية. واكد برنامجه للإصلاح الديمقراطي للنظام السياسي في لبنان. كما اكد من جديد ان التغيير الديمقراطي، أي الثوري، لا ينتظر ساعة صفر، قد لا تأتي، بل هو عمل يومي يؤديه الحزب في تصديه لكل مهمة صغيرة كانت أم كبيرة، وهو يولد من تراكم النضالات وتقدمها وتطورها.
وعلى الصعيد التنظيمي والعمل الحزبي، اكد ان نضال الحزب من اجل الديمقراطية في البلاد لا يجدي إذا لم تسد في الحزب علاقات ديمقراطية حقيقية. وقد عدل في النظام الداخلي بما يفسح في المجال لأوسع قدر من الديمقراطية ومن التنوع والاختلاف في الآراء ومن احترام الرأي والرأي الآخر وتوفير فرص الحوار والنقاش واستنفاد الحجج قبل اتخاذ القرار الملزم للجميع، مع حق المعترضين العودة إلى الترويج لرأيهم ومحاولة الإقناع به، بعد تنفيذهم للقرار وتحويله إلى واقع معاش.
اما المؤتمر السابع الاستثنائي، الذي فرضته شؤون تنظيمية طارئة، فقد اكد روح ونصوص المؤتمر السادس وطوّر وصوّب بعض ما ظهر فيها من شطط.
وعقد المؤتمر الثامن للحزب الشيوعي اللبناني في أوائل عام 1999. وقد كان على جدول أعماله البحث في وثيقة بعنوان «المرتكزات الفكرية والاستهدافات المستقبلية»، ومشروع بعنوان: «برنامج البديل الديمقراطي للنظام اللبناني»، وتقييم نشاط الحزب وعمل هيئاته القيادية منذ المؤتمر السابع، وبحث التعديلات على النظام الداخلي، وانتخاب الهيئات القيادية الوطنية للحزب.
وقد اقر المؤتمر المشاريع موضوع البحث بعد نقاش مستفيض وديمقراطي وحر، كما اصدر جملة من القرارات والتوصيات السياسية والتنظيمية. وقد اثبت المؤتمر بما شهده من تنوع بالآراء والاجتهادات والمواقف، تقدم الحالة الديمقراطية في العلاقة بين الشيوعيين والتعود على القبول بالرأي الآخر والاستماع اليه ومحاورته، عند الضرورة، بروح من الرفاقية والرغبة في الوصول إلى الأفضل.
وقد اكد المندوبون، بعددهم وبالمناطق التي جاؤوا منها والمنظمات التي مثلوها، ان الحزب الشيوعي اللبناني كان طوال تاريخه، يتمتع بفرادة الانتشار في كل كل المناطق وبين كل المنتمين إلى الطوائف والمذاهب المتعددة في لبنان والاقليات المقيمة فيه. كان المؤتمر، اذن، ممثلاً لكل الشيوعيين ولكل لبنان في آن معاً…
والى المندوبين المنتخبين شارك عدد كبير بصفة مراقبين، وفي عدادهم ممثلون لتيارات يسارية وديمقراطية، واعطي الجميع حق الكلام في المؤتمر ومناقشة الاوراق السياسية المطروحة… إلى حضور عدد كبير من الضيوف من لبنان والخارج.
ولوحظ، في سياق أعمال المؤتمر، ان الحالة التي نشأت، في الحزب، عند انتهاء الحرب الأهلية، كردة فعل على محاولات عزل الحزب وتهميشه من جانب مهندسي اتفاق الطائف، وعلى الانهيارات الكبرى التي شهدتها الحركة الشيوعية وحركة التحرر والتقدم بصورة عامة، والتي كانت حاضرة بقوة في المؤتمرين السادس والسابع، لوحظ ان هذه الحالة قد تراجعت وانكفأت نسبياً مفسحة في المجال لتطلع الشيوعيين إلى آفاق جديدة وإلى عزم اكيد وتصميم شديد لمجابهة الصعاب وتخطيها، على قاعدة الاستمرار في عملية تحديث فكر الحزب وترشيد سياسته وتطوير تنظيمه ليكون على مستوى تحديات القرن المقبل.
ويمكن القول لجهة المرتكزات الفكرية ان المؤتمر ثبّت مواقف الحزب المقررة في المؤتمرين السادس والسابع وسار في مسارها تاركاً باب الحوار مشرعاً لمزيد من البحث والتدقيق واستخلاص الدروس من تجارب الحياة ومن الممارسة أيضاً.
وركز المؤتمر البحث في الشؤون اللبنانية الوطنية والاقتصادية الاجتماعية. فالمؤتمر انعقد، على مفترق عهدين رئاسيين: عهد ذهب مخلفاً تركة ثقيلة من الدمار الاقتصادي، والمديونية المرتفعة، والفساد، وسلب الأموال العامة، وعهد اطل بوعود واعلان نوايا تثير الكثير من الأوهام مع شكوك مبررة عن القدرة على تحقيقها أو الرغبة الاكيدة في توفير الظروف لانجازها. وان السنة التي مضت على العهد الجديد أكدت صحة معظم هذه الشكوك.
وقد جرى البحث انطلاقاً من التحليل المعد والذي شمل كل جوانب الحياة في لبنان، منذ توقف القتال الداخلي عملياً، وكان هذا التحليل قد نوقش في مختلف هيئات الحزب، ومع اصدقاء من القوى اليسارية والديمقراطية الأخرى، وخلص النقاش على أساس هذا التحليل إلى تحديد مهمات التغيير الديمقراطي وقواه وآلياته في صيغة برنامج عمل للشيوعيين،
لقد استطاعت قيادة الحزب الشيوعي اللبناني الحالية، على الرغم من المحاولات المبذولة منذ فترة من قبل بعض المندسين في صفوف الحزب والذين اتضحت تدريجياً علاقتهم المشبوهة، أن تحافظ على وحدة الحزب وأن توسِّع علاقاته ودوره، إن داخلياً في مجال النضال الوطني والاجتماعي، أم على الصعيدين العربي والدولي.
وتجدر الإشارة إلى أن بعض القرارات التي اتخذت بحق البعض، فإنما أتت ضمن منظار تنقية الحزب من الأدران والمندسين. لذا، تتعرض اليوم من هؤلاء لحملة تشويه. إلا أن هذه الحملة لم تؤثر لا على نضال الحزب عموماً، ولا على مواقفه السياسية العامة. كما لم تؤثر على التحضير للمؤتمر الحادي عشر.

## وصلات خارجية
- الموقع الرسمي